# Бдение на принцовете
Бдението на принцовете (на английски: Vigil of the Princes) се отнася за случаите, когато членове на британското кралско семейство стоят на стража по време на излагането на тленните останки на техен роднина по време на или като част от британското държавно или церемониално погребение. Това се случва при смъртта на крал Джордж V през 1936 г., на кралица Елизабет – кралицата-майка през 2002 г. и на кралица Елизабет II през 2022 г. По време на първите два случая само мъжете от британското кралско семейство се присъединяват към бдението. През 2022 г. обаче Ан, кралската принцеса, участва заедно с тримата си братя в бденията за майка си, кралица Елизабет II.

## Крал Джордж V
Крал Едуард VIII, херцогът на Йорк Албърт, херцогът на Глостър Хенри и херцогът на Кент Джордж поемат охраната на тленните останки на своя баща Джордж V на 27 януари 1936 г. (петият син, принц Джон, умира преди баща си през 1919 г.) Бдението се състои, след като Уестминстър Хол е затворена за обществеността за вечерта.
Не е известен фотографски запис на това събитие и публичното гледане на бдението е забранено, въпреки че маслена картина, направена по него по-късно от Франк Ърнест Бересфорд, е официалната картина на погребението на краля; тя е изложена за първи път на изложбата на Кралската академия през 1936 г. в Бърлингтън Хаус. Картината, наречена The Princes' Vigil: 12.15 am, January 28, 1936, впоследствие е закупена от вдовицата на Джордж V, кралица Мери, за да я подари на техния син Едуард VIII на рождения му ден. На картината кралят е изобразен облечен в униформата на Гренадирската гвардия, на която е бил главнокомандващ, херцогът на Глостър носи пълната парадна униформа на 10-ти Кралски хусарски полк (полкът, в който е служил), докато херцогът на Кент е в церемониална дневна униформа на Кралския флот. Херцогът на Йорк не се вижда напълно в картината, въпреки че в края на катафалка срещу краля има фигура в пълна униформа на пеша гвардия; в този момент херцогът на Йорк служи като полковник от полка на Шотландската гвардия.

## Кралица Елизабет, кралицата-майка
В 16:40 UTC на 8 април 2002 г. принцът на Уелс Чарлз, херцогът на Йорк Андрю, графът на Уесекс Едуард и Дейвид Армстронг-Джоунс, виконт Линли са на стража при тленните останки на своята баба кралица Елизабет, кралицата-майка. Четиримата сменят гвардията на Кралската рота на стрелците и самите те са освободени от Йомените от гвардията след тяхното 20-минутно бдение. И принцът на Уелс, и херцогът на Йорк носят военноморска униформа, докато графът на Уесекс и виконт Линли са в черен дневен костюм; графът на Уесекс служи в Кралската морска пехота, но избира да я напусне, преди да завърши основно обучение, докато лорд Линли никога не е служил в силите. По време на смяната на караула присъстват двамата синове на принца на Уелс – принц Уилям и принц Хари.

## Кралица Елизабет II
Кралица Елизабет II има четири деца: крал Чарлз III, Ан, кралска принцеса, Принц Андрю, херцог на Йорк и принц Едуард, граф на Уесекс и Форфар, както и четирима внуци и четири внучки. Официалният план за погребението на кралицата – Операция „Лондон Бридж“ призовава децата на кралицата да бдят над ковчега на майка си, както и внуците и внучките да направят същото на друга церемония и в отделно време. По време на връщането на ковчега на кралицата в Лондон от Шотландия, в Катедралата „Сейнт Джайлс“ в Единбург има 24-часово излагане на тленните й останки, по време на което е осигурена постоянна охрана от Кралската компания на стрелците – бодигардовете на кралицата за Шотландия. В 19:40 часа британско време на 12 септември 2022 г. към отряда от четирима членове на кралската компания се присъединяват Кралят, Кралската принцеса, Херцогът на Йорк и Графът на Уесекс и Форфар, които стоят на бдение при ковчега в продължение на десет минути. Ан, кралската принцеса, влиза в историята като първата жена, участвала в церемонията.
Като част от погребението на покойната кралица в Лондон, в 19:30 BST на 16 септември 2022 г., четирите ѝ деца бдят за втори път. Всички са във военна униформа, като Кралят и Херцогът на Йорк носят церемониални дневни облекла на Кралския флот, Кралската принцеса носи пълната униформа на конен полк Блус и Роялс, чийто полковник е, а Графът на Уесекс и Форфар е в парадна униформа номер 1 на Кралските уесекски йоманри – армейския резервистки полк, чийто кралски почетен полковник е.
На следващия ден нейните осем внуци: Уилям, принц на Уелс, принц Хари, херцог на Съсекс, Питър Филипс, Зара Тиндал, принцеса Беатрис, принцеса Юджини, лейди Луиз Уиндзор и Джеймс, виконт Севърн бдят над ковчега на баба си. По искане на Краля както Принцът на Уелс, така и Херцогът на Съсекс са в униформи, като и двамата носят униформа номер 1 на конния полк на Блус и Роялс, докато Питър Филипс и виконт Севърн носят черен сутрешен костюм с медали, а жените са с черни официални рокли
За разлика от бдението, което се състои през 2002 г., кралското семейство не сменя нито един от гвардейците, които стоят на стража при ковчега на кралицата. На всяко бдение кралското семейство заема страните на ковчега, докато дежурните гвардейци остават на мястото си в ъглите. Всяко бдение продължава 15 минути или по-малко, докато смяната на караула се извършва на всеки 20 минути. Освен това членовете на кралското семейство стоят едно стъпало над гвардейците.

## Обяснителни бележки
1. ↑  Присъстват и съпрузите и съпругите на децата на кралицата: кралицата-консорт Камила, Софи Рис-Джоунс – графиня на Уесекс и Форфар и сър Тимъти Лорънс, както и първият братовчед на кралицата – принц Ричард (херцог на Глостър).
2. ↑  Присъстват също съпрузите и съпругите на децата на кралицата: кралицата-консорт [[Камила, кралица-консорт, Софи Рис-Джоунс – графиня на Уесекс и Форфар и сър Тимъти Лорънс, както и шестима от внуците на кралицата и техните съпрузи и съпруги, четирима от нейните правнуци и няколко от братовчедите ѝ.
3. ↑  Присъстват също графът и графинята на Уесекс и Форфар: принц Едуард и съпругата му Софи Рис-Джоунс.

## Библиографски бележки
1. ↑  Frank Ernest Beresford (1881-1967) - The Princes Vigil - 12.15 am January 28th, 1936 //  www.rct.uk.   Посетен на 2022-09-17. (на английски)
2. ↑  Frank Beresford: Derby artist painted royalty Архив на оригинала от 2011-07-19 в Wayback Machine. – bygonederbyshire.co.uk
3. ↑  Grandsons hold vigil as public files past //  The Guardian.   9 април 2002. Посетен на 12 декември 2011.
4. ↑  Charles returns for second tribute //   BBC News, 9 април 2002. Посетен на 30 април 2011.
5. ↑  Knight, Sam. 'London Bridge is down': the secret plan for the days after the Queen's death //   The Guardian, 17 март 2017. Посетен на 5 февруари 2018.
6. ↑  Vigil of the Princes that will see Queen’s family stand guard at coffin explained //  The Independent.   Посетен на 2022-09-12. (на английски)
7. ↑  Queen's children perform Vigil of the Princes //  BBC News.   Посетен на 2022-09-12. (на английски)
8. ↑  Drummond, Michael. Andrew, Edward and Anne join the King in vigil at Queen's coffin //   Sky News. Посетен на 13 септември 2022.
9. ↑  Princess Anne Made History as First Woman to Participate in the Vigil of the Princes //  Town & Country.   Посетен на 2022-09-17. (на американски английски)
10. ↑  Hollowood, Kate. How Princess Anne made history this week at the Vigil of the Princes //  Marie Claire.   Посетен на 2022-09-17. (на английски)
11. ↑  Queen's funeral details revealed as monarch to be buried with Prince Philip //   Sky News. Посетен на 27 септември 2022.
12. ↑  Bowden, George. Queen Elizabeth II's grandchildren to observe lying-in-state vigil //   BBC. Посетен на 27 септември 2022.
13. ↑  Queen’s grandchildren to stand vigil beside coffin on Saturday //  The Guardian.   16 септември 2022. Посетен на 27 септември 2022.
14. ↑  Kindelan, Katie. Princes William, Harry lead grandchildren in vigil at Queen Elizabeth II's coffin //  ABC News.   Посетен на 20 септември 2022.